# Al Attles
Alvin Austin Attles Jr., detto Al (Newark, 7 novembre 1936 – Oakland, 20 agosto 2024), è stato un cestista, allenatore di pallacanestro e dirigente sportivo statunitense, professionista nella NBA.

## Carriera
Venne selezionato dai Philadelphia Warriors al quinto giro del Draft NBA 1960 (39ª scelta assoluta).

## Statistiche

### Allenatore
| Stagione | Squadra       | Regular Season | Regular Season | Regular Season | Regular Season | Regular Season         | Post Season                                              |
| Stagione | Squadra       | V              | P              | % V            | G              | Posizione finale       | Post Season                                              |
| -------- | ------------- | -------------- | -------------- | -------------- | -------------- | ---------------------- | -------------------------------------------------------- |
| 1969-70  | S.F. Warriors | 8              | 22             | 26,7           | 30             | 6º in Western Division | Manca i play-off                                         |
| 1970-71  | S.F. Warriors | 41             | 41             | 50,0           | 82             | 2º in Pacific Division | Sconfitto alle Semifinali di Conference dai Bucks (1-4)  |
| 1971-72  | G.S. Warriors | 51             | 31             | 62,2           | 82             | 2º in Pacific Division | Sconfitto alle Semifinali di Conference dai Bucks (1-4)  |
| 1972-73  | G.S. Warriors | 47             | 35             | 57,3           | 82             | 2º in Pacific Division | Sconfitto alle Finali di Conference dai Lakers (1-4)     |
| 1973-74  | G.S. Warriors | 44             | 38             | 53,7           | 82             | 2º in Pacific Division | Manca i play-off                                         |
| 1974-75  | G.S. Warriors | 48             | 34             | 58,5           | 82             | 1º in Pacific Division | Campione NBA                                             |
| 1975-76  | G.S. Warriors | 59             | 23             | 72,0           | 82             | 1º in Pacific Division | Sconfitto alle Finali di Conference dai Suns (3-4)       |
| 1976-77  | G.S. Warriors | 46             | 36             | 56,1           | 82             | 3º in Pacific Division | Sconfitto alle Semifinali di Conference dai Lakers (3-4) |
| 1977-78  | G.S. Warriors | 43             | 39             | 52,4           | 82             | 5º in Pacific Division | Manca i play-off                                         |
| 1978-79  | G.S. Warriors | 38             | 44             | 46,3           | 82             | 6º in Pacific Division | Manca i play-off                                         |
| 1979-80  | G.S. Warriors | 18             | 43             | 29,5           | 61             | 6º in Pacific Division | Manca i play-off                                         |
| 1980-81  | G.S. Warriors | 39             | 43             | 47,6           | 82             | 4º in Pacific Division | Manca i play-off                                         |
| 1981-82  | G.S. Warriors | 45             | 37             | 54,9           | 82             | 4º in Pacific Division | Manca i play-off                                         |
| 1982-83  | G.S. Warriors | 30             | 52             | 36,6           | 82             | 5º in Pacific Division | Manca i play-off                                         |
|          | Carriera      | 557            | 518            | 51,8           | 1075           |                        |                                                          |

## Palmarès
- John Bunn Award (2014)

### Allenatore
- Campionato NBA: 1

Golden State Warriors: 1975
- 2 volte allenatore all'NBA All-Star Game (1975, 1976)